# Angulofusus
Angulofusus is een geslacht van weekdieren uit de klasse van de Gastropoda (slakken).

## Soort
- Angulofusus nedae Fedosov & Kantor, 2012